# Albert Pike
Albert Pike (Boston, 29 dicembre 1809 – Washington, 2 aprile 1891) è stato un generale, avvocato, scrittore, massone statunitense, chiamato da molti il «papa della massoneria».
Pubblicò numerosi opuscoli per incitare alla battaglia contro il cattolicesimo romano ed il papato, e di portare avanti gli ideali della rivoluzione francese in Europa e nel mondo. È considerato da alcuni teorici del complotto, specialmente coloro influenzati dagli evangelici americani, uno dei principali ideatori del nuovo ordine mondiale.

## Biografia
Nacque a Boston, nel Massachusetts figlio di Ben e Sarah (Andrews) Pike. Nell'agosto del 1825 venne ammesso alla Università di Harvard, sebbene, quando gli venne richiesta la regolarizzazione dei pagamenti delle tasse scolastiche, a complemento degli esami dei primi due anni che aveva superato, rifiutò il pagamento. Continuò gli studi da autodidatta e divenne insegnante in varie città dello Stato.
Nel 1831, Pike lasciò il Massachusetts per dirigersi nel "west" e dapprima soggiornò a St. Louis per poi trasferirsi a Independence. Si unì alla spedizione diretta a Taos, vivendo di caccia e commerciando. Durante la spedizione, il cavallo gli scappò, costringendolo a percorrere a piedi i rimanenti 1.000 chilometri fino alla destinazione. Si unì a un'altra spedizione di cercatori diretta a Llano Estacado nel Nuovo Messico e verso il Texas. La selvaggina per sostenersi era scarsa, ma dopo circa 2.600 chilometri, di cui oltre 1.200 a piedi, finalmente arrivò a Fort Smith in Arkansas.
Stabilitosi in Arkansas nel 1833, riprese l'insegnamento e scrisse una serie di articoli per il giornale Arkansas Advocate di Little Rock sotto lo pseudonimo di "Casca." Gli articoli ebbero successo al punto che gli fu proposto di entrare nella redazione del giornale. In seguito, dopo il suo matrimonio con Mary Ann Hamilton, ne impiegò la dote per comprare parte del giornale. Nel 1835, divenne il proprietario unico dell'Advocate. che sotto la direzione di Pike promosse il punto di vista del partito Whig, in un politicamente instabile e diviso Arkansas.
Iniziò a studiare legge e fu ammesso alla professione di avvocato nel 1837, anno in cui vendette l'Advocate. Fu il primo giornalista a seguire la corte suprema dell'Arkansas e scrisse anche un libro (pubblicato in anonimato), dal titolo The Arkansas Form Book (il libro dei moduli per l'Arkansas), che fece da riferimento per gli avvocati. Pike scrisse di vari argomenti legali e compose poesie, un hobby iniziato in gioventù nel Massachusetts. I suoi poemi erano molto considerati all'epoca, ma attualmente sono per la maggior parte poco conosciuti. Alcuni volumi dei suoi lavori furono pubblicati postumi a spese della figlia. Nel 1859, ricevette un Ph.D. ad honorem da Harvard, ma lo rifiutò.

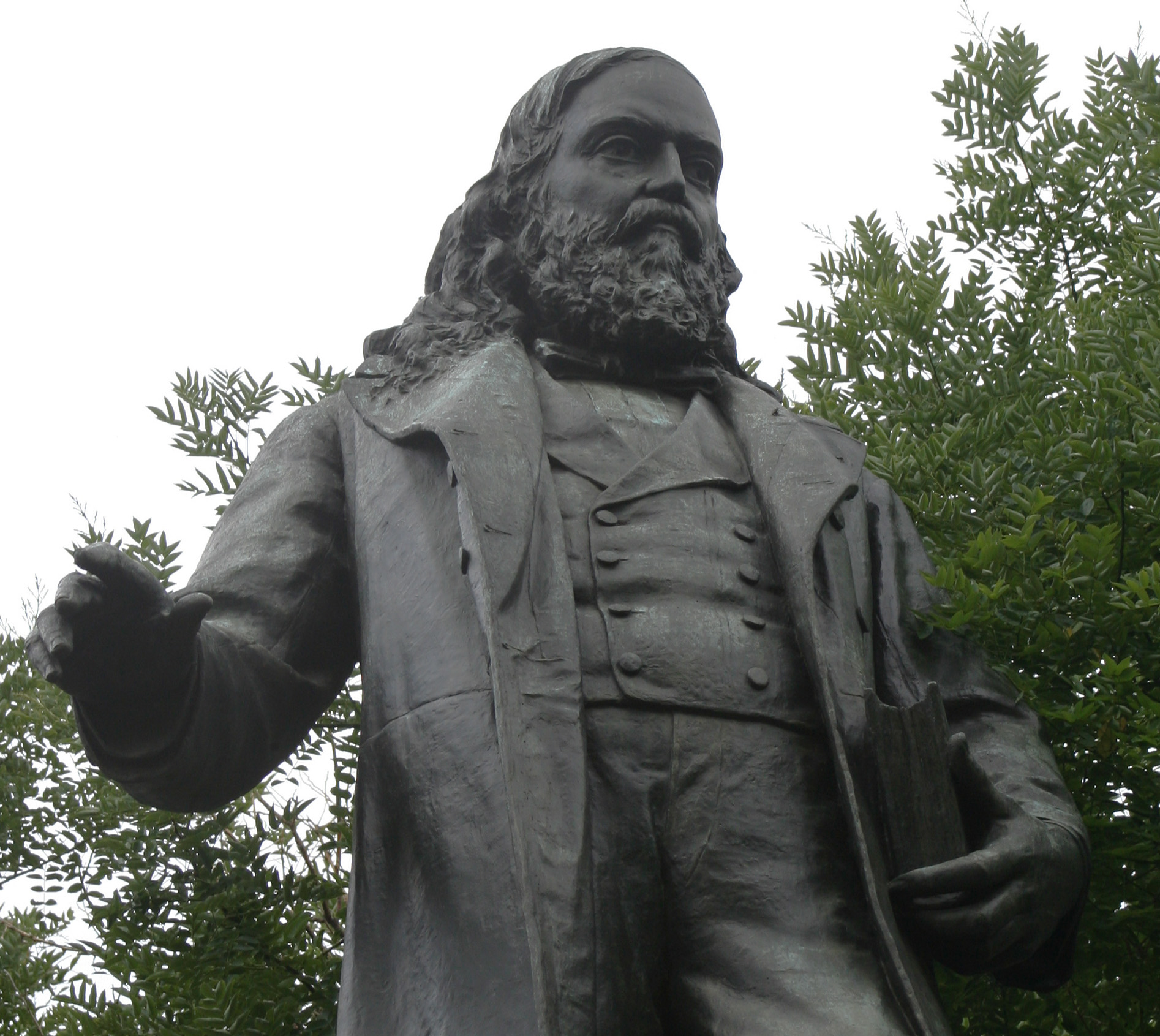
Statua dedicata a Pike nella Judiciary Square, di Washington

Morì a Washington, all'età di 81 anni e fu seppellito contro la sua volontà all'Oak Hill Cemetery, malgrado le sue istruzioni di essere cremato. Nel 1944, i suoi resti sono stati traslati alla House of the Temple, sede della giurisdizione del sud della massoneria di rito scozzese negli USA.
Secondo il controverso autore Léo Taxil (I Misteri della Frammassoneria), espulso dalla Massoneria, Albert Pike e Adriano Lemmi avrebbero preso parte a riti satanici.

## Carriera militare
Allo scoppio della guerra messico-statunitense, Pike entrò nella cavalleria come ufficiale comandante e prese parte alla battaglia di Buena Vista. Ebbe diverse divergenze di opinioni con il suo comandante, John Selden Roane, tanto che la situazione degenerò al punto che i due si sfidarono a duello. Malgrado nel confronto i due contendenti si scambiassero diversi colpi di pistola, nessuno dei due rimase ferito e furono persuasi dai secondi a cessare la sfida.
Pike fu nominato brigadier generale il 22 novembre 1861 e gli venne affidato un comando nel territorio indiano. Insieme al generale Ben McCulloch, Pike addestrò tre reggimenti confederati di cavalleria indiana. La maggior parte degli effettivi proveniva dalle "Cinque Tribù Civilizzate", la cui lealtà nei confronti della Confederazione era variabile. Sebbene inizialmente riportasse una vittoria alla battaglia di Pea Ridge (Elkhorn Tavern) nel mese di marzo, l'unità di Pike si disunì e fu sconfitta in un contrattacco. Anche in questa guerra, come nella precedente, Pike entrò in conflitto con i suoi superiori al punto che arrivò a scrivere una lettera di protesta a Jefferson Davis.

## Massoneria
Pike si unì per la prima volta al fraterno Ordine Indipendente degli Odd Fellows nel 1840. Successivamente si unì alla massoneria di Rito Scozzese Antico ed Accettato, diventando estremamente attivo negli affari dell'organizzazione. Nel 1859 fu eletto Sovrano Gran Commendatore della Giurisdizione Meridionale del Rito Scozzese. Rimase Sovrano Gran Commendatore per il resto della sua vita, dedicando gran parte del suo tempo allo sviluppo dei rituali dell'ordine.  Nel 1871 pubblicò un libro intitolato Morals and Dogma of the Ancient and Accepted Scottish Rite of Freemasonry , la prima di numerose edizioni. Ciò ha aiutato l'Ordine a crescere durante il diciannovesimo secolo. Ha anche studiato e scritto il trattato seminale Divinità indo-ariane e adorazione come contenute nel Rig-Veda .
Negli Stati Uniti, Pike è ancora considerato un eminente  e influente  massone, principalmente nella giurisdizione meridionale del rito scozzese.

## Razzismo
Si oppose alla concessione del diritto di voto agli afro-americani, arrivando a dichiarare: "la razza bianca, e solo la razza bianca, dovrà governare questo Paese. È l'unica in grado di governare ed è l'unica che dovrebbe farlo".
Nell'aprile del 1868 scrisse un editoriale sul Memphis Daily Appeal sul Ku Klux Klan fondato tre anni prima . Nell'articolo Pike sostenne che le sue perplessità sul Klan non dipendevano dagli obiettivi dell'organizzazione, ma dai metodi e dalla leadership.